# Ainārs Ķiksis
Ainārs Ķiksis (ur. 10 lutego 1972 w Valmierze) – łotewski kolarz torowy, srebrny medalista mistrzostw świata.

## Kariera
Pierwszy sukces w karierze Ainārs Ķiksis odniósł w 1990 roku, kiedy został mistrzem świata juniorów w sprincie indywidualnym. Dwa lata później brał udział w tej samej konkurencji na igrzyskach olimpijskich w Barcelonie, ale odpadł w półfinałach, a na igrzyskach olimpijskich w Atlancie w 1996 roku był ósmy w wyścigu na 1 km. Największym osiągnięciem Łotysza pozostaje srebrny medal w keirinie wywalczony na mistrzostwach świata w Bordeaux w 1998 roku. Ķiksis uległ tam jedynie Niemcowi Jensowi Fiedlerowi, a trzecie miejsce zajął Francuz Laurent Gané. W 2000 roku wziął udział w igrzyskach olimpijskich w Sydney, gdzie odpadł już w eliminacjach keirinu, a rywalizację w sprincie ukończył na ósmej pozycji. Ķiksis dwukrotnie zwyciężał w zawodach Pucharu Świata: w 2001 roku wygrał w keirinie we włoskim Pordenone, a rok później okazał się najlepszy w sprincie indywidualnym w Moskwie.